# Passion Conferences
Passion Conferences (también llamada The 268 Generation) es una organización  cristiana evangélica que organiza conferencias y un festival de música cristiana contemporánea para jóvenes. La conferencia principal tiene lugar durante tres días en Atlanta, Georgia. 

## Historia
En 1985, Louie y Shelley Giglio fundaron "Choice Ministries" en Baylor University. En 1997 se realizó la primera edición de "Passion Conferences". En 2008, las conferencias de pasión comenzaron a presentarse en otros países del mundo. La organización también recauda fondos para causas. Recaudó $ 3.1 millones para International Justice Mission para luchar contra trata de seres humanos en 2012. En 2017, 50,000 jóvenes asistieron a la conferencia en Georgia Dome. En 2025, reunieron a 40.000 personas en dos eventos separados. 